# L'Ennui (film, 1998)
Pour les articles homonymes, voir L'Ennui (homonymie).
Pour plus de détails, voir Fiche technique et Distribution.
L'Ennui est un film français réalisé par Cédric Kahn, adapté du roman éponyme d'Alberto Moravia et sorti en 1998.

## Synopsis
Martin, professeur de philosophie à la dérive, est possédé par une passion charnelle tournant à l'obsession sexuelle pour une femme-enfant ; obsession dont il ne peut sortir sans dégât ni douleur. Lui, qui fait profession de comprendre et d'expliquer, se retrouve complètement piégé dans une aventure amoureuse forcenée. Elle obtient tout de lui, le temps, l'argent et jusqu'à la présence d'un autre...

## Fiche technique
- Titre : L'Ennui
- Réalisation : Cédric Kahn
- Scénario : Cédric Kahn, Laurence Ferreira Barbosa, adapté du roman éponyme d'Alberto Moravia
- Production : Paulo Branco pour Gémini Films
- Photographie : Pascal Marti
- Montage : Yann Dedet
- Pays :  France et  Portugal
- Genre : drame
- Durée : 122 minutes (2 h 2)
- Dates de sortie :
  - Grèce : 14 novembre 1998, première au festival international du film de Thessalonique
  - France : 16 décembre 1998
  - Belgique : 10 février 1999

## Distribution
- Charles Berling : Martin
- Sophie Guillemin : Cécilia
- Arielle Dombasle : Sophie
- Robert Kramer : Meyers
- Alice Grey : Mère Cécilia
- Maurice Antoni : Père Cécilia
- Tom Ouedraogo : Momo
- Patrick Arrachequesne : Le médecin
- Mirtha Caputi Medeiros : Concierge Myers
- Pierre Chevalier : Le doyen de l'université
- Oury Milshtein : Jean-Paul
- Anne-Sophie Morillon : Agnès
- Marc Chouppart : Ferdinand
- Cécile Reigher : Femme Ferdinand
- Antoine Beau : Pierre
- Serge Bozon : Etudiant philo
- Nicole Pescheux : Patronne bar borgne
- M'mah Maribe : Fille bar borgne
- Zeljko Zivanovic : Videur
- Nathalie Besançon : L'infirmière
- Gérard Arheix : Patron café Momo
- Karim Grandi : Garçon café Momo
- Philippe Rebbot : Garçon café Martin
- Rosalie Coly : Femme cabine téléphonique
- Estelle Perron : Voix prostituée

## Autour du film
- Le film fut salué par la critique mais boudé par le public.
- De Rome à la fin des années 1950, l'action du roman est transposée à Paris de nos jours.
- Précédente adaptation du roman de Moravia : L'Ennui et sa diversion, l'érotisme de Damiano Damiani en 1963.

## Distinctions
- Prix Louis-Delluc 1998
- Nomination aux Césars pour Arielle Dombasle